# Validierung (Pharmatechnik)
Durch die Validierung wird der dokumentierte Beweis erbracht, dass ein Prozess oder ein System die vorher spezifizierten Anforderungen (Akzeptanzkriterien) reproduzierbar im praktischen Einsatz erfüllt. Die US-amerikanische Behörde für Lebensmittel- und Arzneimittelsicherheit (FDA) definiert Validierung als "das Verfahren mit dessen Hilfe, unter Einsatz spezifischer Laboruntersuchungsmethoden, der Nachweis erbracht wird, dass die Leistungsdaten einer analytischen Methode ihrem gewünschten Verwendungszweck angemessen sind" ((…) the process of demonstrating, through the use of specific laboratory investigations, that the performance characteristics of an analytical method are suitable for its intented analytical use).
In den behördlichen GxP-Richtlinien (Good x Practice, x = Laboratory, Clinical oder Manufacturing, GLP, GCP, GMP) wird gefordert, dass pharmazeutische Unternehmen Prozesse mit Einfluss auf die Produktqualität validieren, sofern im Prozess keine 100 %-Kontrolle implementiert ist.
Vor dem Start der Prozessvalidierung müssen folgende Nachweise vorliegen:
- Qualifizierung der Geräte und Anlagen
- Methodenvalidierung
- Reinigungsvalidierung
- Computer-System-Validierung (CSV)
- Risikoanalyse des Prozesses

Im nächsten Schritt müssen die Produktanforderungen anhand von messbaren Akzeptanzkriterien festgelegt werden. Dies erfolgt in der Regel auf Basis der Risikoanalyse und wird in einem Validierungsplan beschrieben. Dann werden Chargen produziert und gegen die Akzeptanzkriterien geprüft. In einem Validierungsbericht erfolgt die Dokumentation der Ergebnisse, Prüfung gegen die Akzeptanzkriterien, und im Falle der Erfüllung kann der Prozess als valide bezeichnet werden.

## Validierung in der pharmazeutischen Herstellung
Bei der Validierung in der pharmazeutischen Herstellung wird am Endprodukt getestet, ob der Prozess unter denselben Bedingungen (z. B. Temperatur) immer das beabsichtigte Ergebnis erzielt. Die Validierung muss für jedes neue Produkt (trotz baugleichem oder selben Gerät) erneut durchgeführt werden. Um genau zu sein, handelt es sich bei diesem Schritt um die Prozessvalidierung, denn die Validierung als Überbegriff beinhaltet auch die Reinigungsvalidierung, die Methodenvalidierung und die Qualifizierung von technischen Systemen.
Zur Prozessvalidierung wird ein Prozessvalidierungsplan erstellt, nach dem die Prozessvalidierung durchzuführen ist. Der Plan muss die regulatorischen Vorgaben zur Erstellung von Validierungsplänen erfüllen (siehe EU-GMP-Leitfaden, FDA, PIC/S usw.) und die darin vorgeschlagenen Methoden müssen mit entsprechenden Arbeitsanweisungen zur Validierung konform sein. Dass dies der Fall ist, wird vom Hersteller, z. B. Laborleiter, Leitung Qualitätskontrolle, Leitung Herstellung und der Qualitätssicherung geprüft und durch Unterschrift genehmigt. Für die nach diesem Plan durchgeführte (Prozess-)Validierung wird nach der Durchführung ein Validierungsbericht geschrieben, der die Ergebnisse und Abweichungen dokumentiert und bewertet (sieht im Prinzip aus wie der Prüfbericht bei der Autoinspektion, nur umfangreicher). Nur validierte Methoden und Prozesse dürfen zur Herstellung und Prüfung von Arzneimitteln verwendet werden, die für den Verkauf vorgesehen sind (Inverkehrbringung).
Im Rahmen der Prozessvalidierung muss auch sichergestellt werden, dass die verwendeten Geräte qualifiziert worden sind, um sichere (reproduzierbare) Ergebnisse garantieren zu können.

## Validierung von computerisierten Systemen
Die Bedeutung von computergestützten Systemen in der pharmazeutischen Herstellung nimmt immer mehr zu. Gleichzeitig kümmern sich Behörde und Verbände mit erhöhter Aufmerksamkeit um entsprechende Regularien und Leitfaden, die die Anforderungen an Systeme abdecken. Zu den computerisierten Systemen gehören die Automatisierungslösungen von Anlagen und Instrumenten. 
Folgende Systeme müssen validiert werden:
- Unternehmensleitebene:
  - ERP-Systeme
  - Dokumentenverwaltungssysteme
  - Archivierungssysteme
- Produktionsleitebene
  - Manufacturing Execution Systems (MES)
  - Labor-Informationsmanagement-Systeme (LIMS)
  - Produktionssteuerungssysteme
- Prozessleitebene
  - Prozessleitsysteme
  - Analysenmethoden
  - Pharmakovigilanzsysteme[2]
- Kalibriersoftware
- Sonstige Anwendungen, in denen relevante Daten gespeichert werden (z. B. auch Excel-Spreadsheets, Access-Datenbanken und sonstige Eigenentwicklungen)

## Vorgehensweise für die Validierung automatisierter Systeme
Das bekannteste Modell für die Validierung computergestützter Systeme ist das sogenannte V-Modell. Das V-Modell der Validierung wird unter anderem in der sogenannten GAMP Richtlinie (Good Automated Manufacturing Practices) beschrieben. Diese GAMP Richtlinie ist keine offizielle Anforderung von Behördenseite (wie der Name vermuten lässt), sondern eine von einem Interessensverband erarbeitete Richtlinie, die zwar häufig angewendet wird, jedoch nur freiwillig ist.
Das Aide Mémoire 07121202 der ZLG: „Überwachung computergestützter Systeme“ beschreibt, wie GMP Inspektoren die Anforderungen des GMP Leitfadens (EudraLex Vol. 4) – Anhang 11 (en: Annex 11) überprüfen können.